# Green Spring (Virginia Occidental)
Green Spring es un lugar designado por el censo ubicado en el condado de Hampshire en el estado estadounidense de Virginia Occidental. En el Censo de 2010 tenía una población de 218 habitantes y una densidad poblacional de 38,29 personas por km².

## Geografía
Green Spring se encuentra ubicado en las coordenadas 39°31′18″N 78°38′7″O / 39.52167, -78.63528. Según la Oficina del Censo de los Estados Unidos, Green Spring tiene una superficie total de 5.69 km², de la cual 5.69 km² corresponden a tierra firme y (0.05%) 0 km² es agua.

## Demografía
Según el censo de 2010, había 218 personas residiendo en Green Spring. La densidad de población era de 38,29 hab./km². De los 218 habitantes, Green Spring estaba compuesto por el 97.25% blancos, el 0% eran afroamericanos, el 0% eran amerindios, el 1.38% eran asiáticos, el 0% eran isleños del Pacífico, el 0% eran de otras razas y el 1.38% pertenecían a dos o más razas. Del total de la población el 1.38% eran hispanos o latinos de cualquier raza.